# Lemke (Familienname)
Lemke ist ein deutscher Familienname.

## Namensträger

### A
- Anja Lemke (* 1969), deutsche Literaturwissenschaftlerin
- Anthony Lemke, kanadischer Schauspieler
- Antje Bultmann Lemke (1918–2017), deutsche Bibliothekswissenschaftlerin
- Arno Lemke (1916–1981), deutscher Maler

### B
- Benno Lemke (1958–2010), deutscher Politiker (Die Linke)
- Bernd Lemke (* 1965), deutscher Militärhistoriker
- Birsel Lemke (* 1950), türkische Umweltschützerin

### C
- Carlton E. Lemke (1920–2004), US-amerikanischer Mathematiker
- Christiane Lemke (* 1951), deutsche Politologin
- Christine Lemke-Matwey, deutsche Journalistin, Kolumnistin und Radiomoderatorin
- Christopher Lemke (* 1995), deutscher Fußballspieler

### D
- Dennis Lemke (* 1989), deutscher Fußballspieler
- Dieter Lemke (1956–2015), deutscher Fußballspieler
- Dietrich Lemke (Ökonom) (* 1933), deutscher Ökonom und Autor
- Dietrich Lemke (* 1943), deutscher Pädagoge und Hochschullehrer
- Dittmar Lemke (* 1964), deutscher Politiker (CDU)

### E
- Elisabeth Lemke (1849–1925), deutsche Volkskundlerin
- Emily Lemke (* 2005), deutsche Fußballspielerin
- Erik Lemke (* 1983), deutscher Filmemacher
- Eva-Maria Lemke (Politikerin) (* 1948), deutsche Politikerin
- Eva-Maria Lemke (Journalistin) (* 1982), deutsche Journalistin und Moderatorin
- Eveline Lemke (* 1964), deutsche Landespolitikerin (Bündnis 90/Die Grünen)

### F
- Finn Lemke (* 1992), deutscher Handballspieler
- Franz Lemke (1862–1925), deutscher Konteradmiral (Ing.)

### G
- Grit Lemke (* 1965), deutsche Autorin, Regisseurin und Kuratorin
- Gustav Lemke (1897–), deutscher Landrat

### H
- Hanna Lemke (* 1981), deutsche Schriftstellerin
- Harald Lemke (Politiker, 1855) (1855–1917), schwedischer Eisenbahningenieur und Politiker
- Harald Lemke (Politiker, 1956) (* 1956), deutscher Staatssekretär
- Harald Lemke (Philosoph) (* 1965), deutscher Philosoph und Kulturwissenschaftler
- Heinrich Lemke (1799–1882), US-amerikanischer römisch-katholischer Priester
- Helmut Lemke (Politiker) (1907–1990), deutscher Politiker (NSDAP, CDU)
- Helmut Lemke (Künstler) (* 1953), deutscher Klangkünstler
- Hilmar Lemke (1940–2020), deutscher Biologe und Immunologe
- Horst Lemke (1922–1985), deutscher Illustrator und Zeichner
- Horst Lemke (General) (1943–2014), deutscher Brigadegeneral

### J
- James Lemke (* 1988), australischer Tennisspieler
- Jan Malte Lemke (* 1999), Schweizer Unihockeyspieler
- Jari Lemke (* 1997), deutscher Handballspieler
- Joachim Lemke (1942–2001), deutscher Pantomime, Regisseur und Schauspiel-Dozent
- Johann Philipp Lemke (1631–1711/13), deutscher Maler
- Johannes Lemke (* 1966), deutscher Jazzsaxophonist
- Jürgen Lemke (* 1943), deutscher Diplom-Ökonom, Psychotherapeut und Autor

### K
- Karl Lemke (1924–2016), deutscher Künstler
- Kathrin Lemke (1971–2016), deutsche Jazzmusikerin
- Klaus Lemke (1940–2022), deutscher Filmregisseur
- Klaus Lemke (Grafiker) (1936–2017), deutscher Gebrauchsgrafiker
- Kurt Lemke (1914–1996), deutscher Politiker (SED)

### L
- Leslie Lemke (* 1952), US-amerikanischer Musiker und Komponist
- Lew Isaakowitsch Lemke (1931–1996), russischer Schauspieler
- Lotte Lemke (1903–1988), deutsche Fürsorgerin und Vorsitzende der Arbeiterwohlfahrt

### M
- Marco Lemke (* 1977), österreichischer Komponist
- Markus Lemke (* 1965), deutscher literarischer Übersetzer aus dem Hebräischen und Arabischen
- Martin Lemke (* 1990), deutscher Islamist
- Matthias Lemke (Politikwissenschaftler) (* 1978), deutscher Politikwissenschaftler
- Matthias R. Lemke (* 1958), deutscher Mediziner, Psychiater und Psychotherapeut
- Max Lemke (1895–1985), deutscher Offizier, zuletzt Generalmajor im Zweiten Weltkrieg
- Max Lemke (Kanute) (* 1996), deutscher Kanute
- Michael Lemke (* 1944), deutscher Historiker
- Monika Lemke-Kokkelink (* 1954), deutsche Architektin und Autorin

### O
- Otto Lemke (1877–1945), deutscher Architekt

### P
- Paul Lemke (1917–1980), deutscher Tischtennisspieler und Unternehmer
- Peter Lemke, deutscher Klimaforscher

### R
- Reiner Lemke (* 1949), deutscher Jurist
- Rudolf Lemke (Opernsänger) (1906–1945), deutscher Opernsänger (Tenor)
- Rudolf Lemke (1906–1957), deutscher Psychiater und Hochschullehrer

### S
- Siegfried Lemke (* 1939), deutscher Tischtennisspieler
- Sieglinde Lemke (* 1962), deutsche Amerikanistin
- Sonja Lemke (* 1991), deutsche Politikerin (Die Linke), MdB
- Steffi Lemke (* 1968), deutsche Politikerin (Grüne), Bundesministerin

### T
- Talisa Lilli Lemke (* 1996), deutsche Wasserspringerin
- Thomas Lemke (Soziologe) (* 1963), deutscher Soziologe und Sozialwissenschaftler
- Thomas Lemke (Serienmörder) (* 1969), deutscher Neonazi, Söldner und Serienmörder
- Tom Lemke (1960–2017), deutscher Fotograf

### V
- Volker Lemke (* 1942), deutscher Politiker (CDU)

### W
- Walter Lemke (1938–2018), deutscher Autor
- Werner Lemke (1914–1986), deutscher Germanist, Philosoph und Pädagoge
- Wilhelm Lemke (Komponist) (1873–1953), deutscher Musiker, Komponist, Musikpädagoge und Musikkritiker
- Wilhelm Lemke (Turner) (1884–nach 1904), deutscher Turner
- Wilhelm Lemke (Politiker), deutscher Politiker, MdL Danzig
- Wilhelm Lemke (Pilot) (1920–1943), deutscher Jagdflieger
- Willi Lemke (1946–2024), deutscher Politiker (SPD), Vorsitzender des Aufsichtsrats des Fußballvereins Werder Bremen
- William Lemke (1878–1950), US-amerikanischer Politiker
- Wolf Lemke († 2018), deutscher Segelflugzeugkonstrukteur